# (I’ll Never Be) Maria Magdalena
(I’ll Never Be) Maria Magdalena – utwór muzyczny niemieckiej piosenkarki Sandry wydany w 1985 roku, znany też jako „Maria Magdalena”. Piosenka promowała debiutancką płytę solową Sandry pt. The Long Play i stała się wielkiem hitem w Europie, docierając do pierwszych miejsc list przebojów m.in. w Niemczech, Austrii, Szwajcarii, Grecji i Finlandii.

## Ogólne informacje
Piosenkę napisali Hubert Kemmler, Markus Löhr, Michael Cretu i Richard Palmer-James, a za produkcję odpowiedzialny był Cretu. Słowa utworu nawiązują do biblijnej postaci Marii Magdaleny. Wokale wspierające w refrenie nagrał Kemmler.
Singel ukazał się w 1985 roku i był to międzynarodowy debiut Sandry – wcześniej piosenkarka wydała tylko w Niemczech dwa solowe single w języku niemieckim. Na stronie B singla zamieszczono instrumentalną wersję pt. „Party Games”. Piosenka najpierw cieszyła się dużą popularnością w Grecji, a następnie stopniowo w innych krajach Europy pod koniec 1985 i na początku 1986 roku. Dotarła do miejsca 1. w krajach niemieckojęzycznych i skandynawskich, do top 5 m.in. w Belgii, Holandii i Włoszech, a także do 13. miejsca na ogólnoeuropejskiej liście sprzedaży. „Maria Magdalena” uplasowała się w pierwszej piątce najlepiej sprzedających się singli w Niemczech w 1985 roku, a w Austrii i Szwajcarii – w pierwszej dziesiątce. Nagranie osiągnęło również dużą popularność w Europie Wschodniej, Brazylii i na Bliskim Wschodzie.
W 1993 roku ukazał się remiks piosenki, który osiągnął sukces jednak tylko w Skandynawii. W roku 1999 piosenka została zremiksowana na album My Favourites, a następnie w 2006 i 2007 roku na płytę Reflections.

## Singel 7-calowy (1985)
A. „(I’ll Never Be) Maria Magdalena” – 3:58
B. „Party Games” (Instrumental) – 3:25
- Singel 12-calowy (1985)

A. „(I’ll Never Be) Maria Magdalena” – 7:13
B. „Party Games” (Instrumental) – 3:25
- Singel 12-calowy (1993)

A. „Maria Magdalena” (Clubmix) – 6:01
B. „Maria Magdalena” (Vega Sicilia Mix) – 5:36
- Singel CD (1993)

1. „Maria Magdalena” (Radio Edit) – 3:58
2. „Maria Magdalena” (Clubmix) – 6:01
3. „Maria Magdalena” (Original Version) – 3:58

## Notowania
| Kraj i lista                       | Najwyższa pozycja |
| ---------------------------------- | ----------------- |
| Austria (Ö3 Austria Top 40)        | 1                 |
| Belgia (Ultratop Flandria)         | 3                 |
| Dania                              | 3                 |
| Finlandia                          | 1                 |
| Francja (SNEP)                     | 5                 |
| Grecja                             | 1                 |
| Holandia (MegaCharts)              | 2                 |
| Niemcy (Media Control)             | 1                 |
| Norwegia (VG-lista)                | 1                 |
| Portugalia                         | 2                 |
| Szwajcaria (Singles Top 100)       | 1                 |
| Szwecja (Sverigetopplistan)        | 1                 |
| Wielka Brytania (UK Singles Chart) | 87                |
| Włochy                             | 2                 |

| Kraj i lista | Najwyższa pozycja |
| ------------ | ----------------- |
| Dania        | 15                |
| Finlandia    | 8                 |

## Certyfikaty
| Kraj           | Certyfikat    |
| -------------- | ------------- |
| Francja (SNEP) | srebrna płyta |
| Niemcy (BVMI)  | złota płyta   |

## Covery
- Soraya Arnelas nagrała cover piosenki na swój album Dolce Vita (2007).
- Zespół Visions of Atlantis wydał własną wersję piosenki w 2011 roku.